# Visual effects
Visual effects (VFX) of visuele effecten is het aanpassen of het maken van foto- of videobeelden los van de normale liveaction-opnames voor een film of televisieserie. 
Het doel van visual effects is het op fotorealistische wijze samenvoegen van de liveaction-beelden met gecreëerde of los opgenomen beelden. Voordat dit met computers kon worden gedaan, gebeurde dit veelal door optische trucs in de camera. Tegenwoordig verwijst de term visual effects naar het met een computer op realistische wijze samenvoegen van beelden. De term speciale effecten of special effects wordt gebruikt om te verwijzen naar de live op de set gecreëerde effecten. 
Visual effects worden zeer breed in gezet, voor zeer kleine aanpassingen zoals het verwijderen van een microfoon die per ongeluk in beeld kwam tot het creëren van veldslagen in fantasiewerelden. Het maken van visual effects is een stap in de productie van een film of serie die onder de postproductie valt.

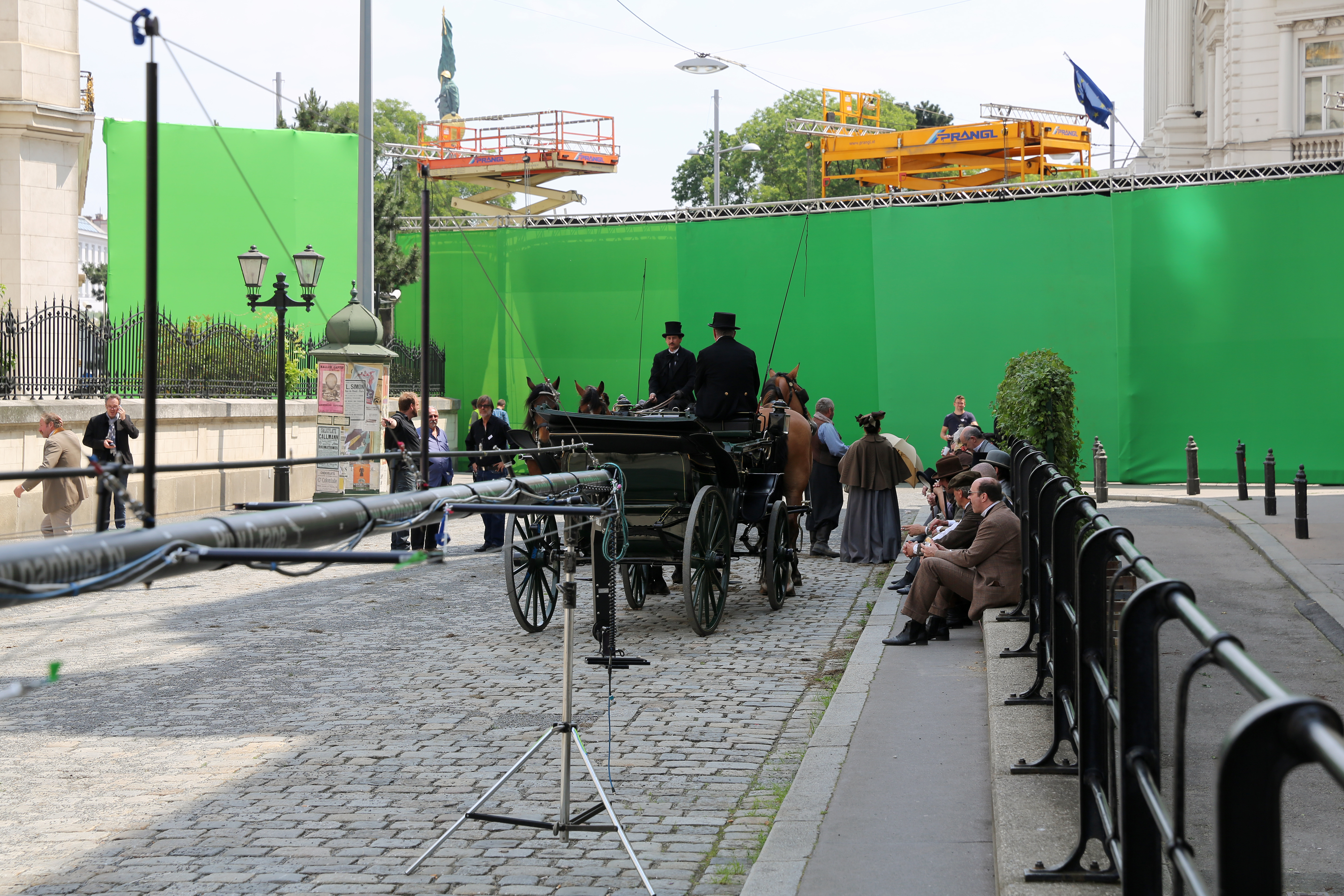
Opnames waarbij een green screen als achtergrond wordt gebruikt zodat die later digitaal kan worden vervangen tijdens de postproductie.

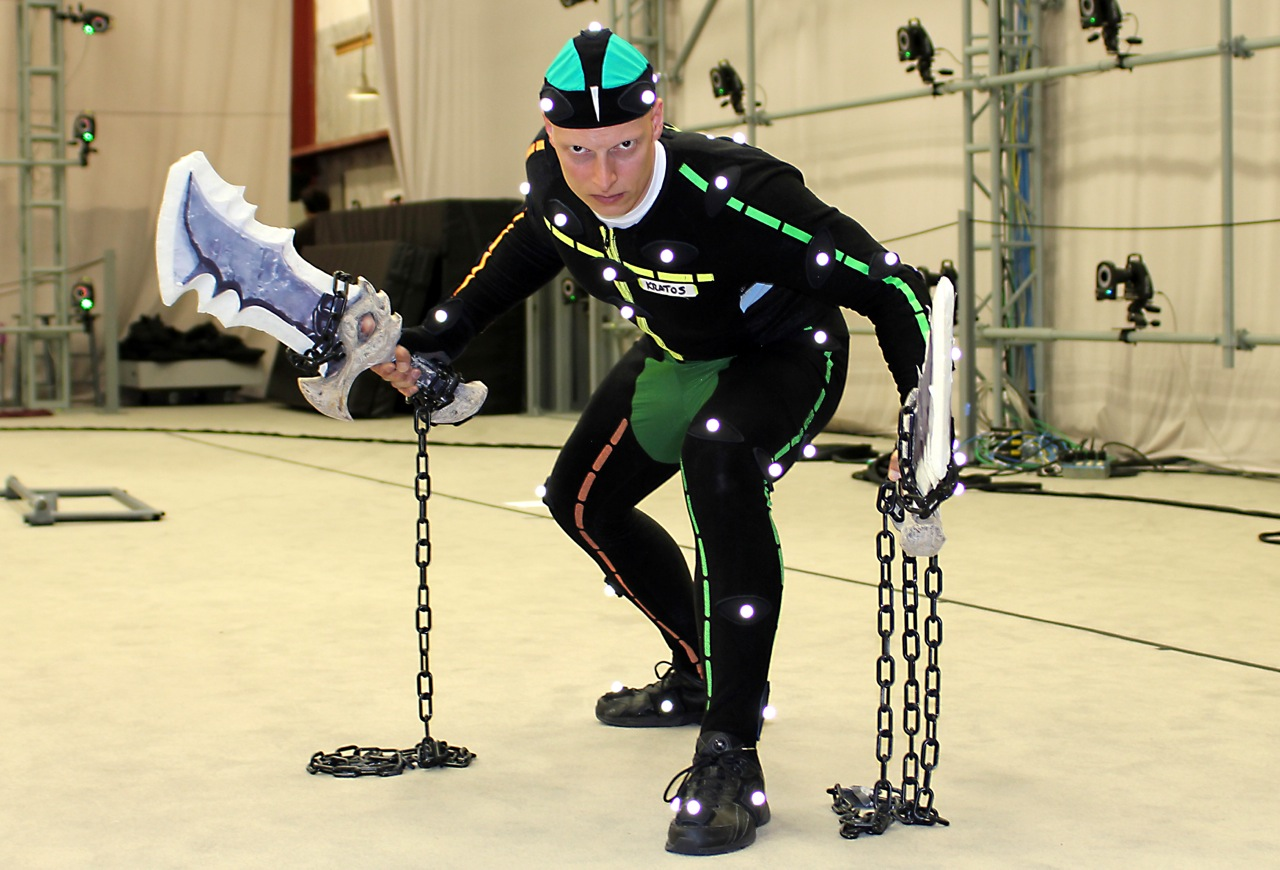
Een acteur in een motion capture-pak met bewegingssensoren, vaak gebruikt om realistisch bewegende animaties te creëren.

## Functies
- Visual effects supervisor: verantwoordelijke voor de visual effects binnen een productie. Vaak al betrokken bij een film voordat er opnames plaats vinden om het proces te bedenken en begeleiden.
- Visual effects artist: persoon die de verschillende beelden samenvoegt en op fotorealistische manier integreert.
- CG artist: maker van digitale afbeeldingen en of animaties.
- Matte painter: tekenaar van landschappen of locaties.

## Technieken
- Compositing: het met een computer samenvoegen van verschillende beeldlagen.
- Chromakeyen: een bepaalde kleur- of lichttint gebruiken om een deel van het beeld doorzichtig maken. Hiervoor worden beelden opgenomen met bijvoorbeeld een bluescreen.
- CGI (Engels voor computer-generated images): het geheel met de computer maken van objecten, meestal met 3D-software.
- Rotoscoping: met een computer een deel van een beeld uitknippen door middel van veelal geanimeerde maskers.
- Matte painting: het tekenen van een landschap of locatie met als doel deze samen te voegen met de film.
- Animatie: het in beweging brengen van objecten.
- Grading: het digitaal aanpassen van het licht en de kleur van een film.

## Prijzen
In Nederland wordt geen gouden kalf uitgereikt voor visual effects, in tegenstelling tot de Amerikaanse oscars waar wel een oscar voor beste visual effects wordt uitgereikt. De Nederlandse Vereniging van Visual Effects Professionals reikt wel een prijs uit voor beste visual effects in een Nederlandse productie. 
| Jaar | Film                    | Visual effects studio | Visual effect supervisor(s)                                |
| ---- | ----------------------- | --------------------- | ---------------------------------------------------------- |
| 2013 | Koning van Katoren      | Hectic Electric       | Julius Horsthuis                                           |
| 2014 | Das Wad                 | Storm Post Productie  | Luuk Meijer                                                |
| 2015 | Sundays                 | Post Panic Pictures   | Ivor Goldberg, Chris Staves, Matthijs Joor en Jeroen Aerts |
| 2016 | Publieke Werken         | Planet X VFX          | Dennis Kleyn en Albert van Vuure                           |
| 2017 | Leaseplan: What’s Next? | Post Panic            | Ivor Goldberg, Matthijs Voor, Chris Staves, Jeroen Aerts   |

## Nederland
In 2015 werd de Nederlandse Vereniging van Visual Effects Professionals (NVX) opgericht. Dit is een vereniging voor mensen die professioneel werkzaam zijn in de visual effects-industrie.
Op de Nederlandse Filmacademie is visual effects een van de negen hoofdrichtingen waarin studenten worden opgeleid.